# Джефферсон (округ, Західна Вірджинія)
Шаблон:StateAbbr_ 39°19′ пн. ш. 77°52′ зх. д. / 39.31° пн. ш. 77.86° зх. д.
Округ Джефферсон (англ. Jefferson County) — округ (графство) у штаті Західна Вірджинія, США. Ідентифікатор округу 54037.

## Історія
Округ утворений 1801 року.

## Демографія
За даними перепису 2000 року загальне населення округу становило 42190 осіб, зокрема міського населення було 13478, а сільського — 28712. Серед мешканців округу чоловіків було 20873, а жінок — 21317. В окрузі було 16165 домогосподарств, 11319 родин, які мешкали в 17623 будинках. Середній розмір родини становив 2,99.
Віковий розподіл населення поданий у таблиці:
| Стать    | До 15 років | 15-21 | 22-29 | 30-39 | 40-49 | 50-65 | 65-85 | Понад 85 |
| -------- | ----------- | ----- | ----- | ----- | ----- | ----- | ----- | -------- |
| Чоловіки | 4273        | 2243  | 1941  | 3317  | 3339  | 3681  | 1937  | 142      |
| Жінки    | 4030        | 2257  | 1988  | 3378  | 3449  | 3570  | 2341  | 304      |

## Суміжні округи
- Вашингтон, Меріленд — північ
- Лаудун, Вірджинія — схід
- Кларк, Вірджинія — південний захід
- Берклі — північний захід

## Виноски
1. ↑  U.S. Decennial Census. United States Census Bureau. Архів оригіналу за 26 квітня 2015. Процитовано 10 січня 2014.
2. ↑  Historical Census Browser. University of Virginia Library. Архів оригіналу за 11 серпня 2012. Процитовано 10 січня 2014.
3. ↑  Population of Counties by Decennial Census: 1900 to 1990. United States Census Bureau. Архів оригіналу за 3 червня 2013. Процитовано 10 січня 2014.
4. ↑  Census 2000 PHC-T-4. Ranking Tables for Counties: 1990 and 2000 (PDF). United States Census Bureau. Архів (PDF) оригіналу за 18 грудня 2014. Процитовано 10 січня 2014.
5. ↑  State & County QuickFacts. United States Census Bureau. Архів оригіналу за 7 червня 2011. Процитовано 10 січня 2014.(англ.) Наведено за англійською вікіпедією.
6. ↑  American FactFinder. Бюро перепису населення США. Архів оригіналу за 21 травня 2008. Процитовано 31 січня 2008.

| США | Це незавершена стаття з географії США. Ви можете допомогти проєкту, виправивши або дописавши її. |